# Эло, Ээро
Ээро Эло (фин. Eero Elo; 29 апреля 1990, Раума, Финляндия) — финский хоккеист, крайний нападающий. Воспитанник клуба «Лукко». В настоящее время является свободным агентом, контракт с новосибирской «Сибирью», выступающей в КХЛ, расторгнут по соглашению сторон.

## Биография. Карьера
Родился в городе Раума. Начинал карьеру в клубе «Лукко» СМ-Лиги.
В 2008 году задрафтован под общим 145 номером клубом «Миннесота Уайлд».
12 мая 2015 года перешёл в клуб КХЛ «Автомобилист» .
1 мая 2016 года подписал контракт с новосибирской «Сибирью», контракт рассчитан на 2 года.
25 сентября 2016 года контракт был расторгнут по соглашению сторон.

## Личная жизнь
Жена - Каролина Эло
Сын - Расмус Эло

## Аккаунты в соц. сетях
У Ээро Эло есть 2 аккаунта в Instagram, один из них закрытый. Так же в этой соц сети есть аккаунты его жены и мамы. Жена часто отвечает на комментарии болельщиков.